# Edie & Thea: A Very Long Engagement
Edie & Thea: A Very Long Engagement és una pel·lícula documental estatunidenca de 2009 dirigida i produïda per Susan Muska i Gréta Ólafsdóttir per a la seva companyia Bless Bless Productions, en associació amb Canal Sundance. La pel·lícula explica la història de la llarga relació lèsbica entre Edie Windsor i Thea Spyer, incloses les seves respectives infàncias, la seva reunió de 1963, les seves vides i carreres a la ciutat de Nova York, el diagnòstic de Thea amb esclerosi múltiple i la cura d'Edie per la seva parella, i el seu casament a Toronto el maig de 2007, perquè el matrimoni gai llavors no era legal a l'estat de Nova York.
En el seu llançament inicial, la pel·lícula es va projectar principalment als festivals de cinema de LGBTQ el 2009 i el 2010. L'Edie del títol de la pel·lícula va ser Edith Windsor, que després de la mort de Thea Spyer el 5 de febrer de 2009 va rebre una factura d'impostos patrimonials de 363.053 dòlars de l'IRS. Si la Thea hagués estat un home, Edie hauria estat exempta d'aquest impost a causa de l'excepció matrimonial. Però als EUA la Defense of Marriage Act (DOMA), que definia el matrimoni com a limitat a un home i una dona, estava en vigor en aquell moment. Windsor va presentar una demanda contra el govern federal el 9 de novembre de 2010, que finalment va arribar al Cort Suprema dels Estats Units com a Estats Units v. Windsor . El juny de 2013, la Cort Suprema va confirmar les sentències del tribunal inferior a favor de Windsor i va declarar que la DOMA era inconstitucional.
Durant els diferents casos judicials, la pel·lícula va cridar encara més l'atenció i es va projectar en festivals de cinema generals, festivals de cinema jueus, religiosos, col·legis i universitats, biblioteques,i molts altres esdeveniments i llocs, inclòs un creuer. El documental també s'ha inclòs com a recurs cinematogràfic en llibres acadèmics relacionats amb sociologia o treball social, matrimoni gai, o famílies LGBT.
La pel·lícula es va emetre al Sundance Channel el 28 de juny de 2010, i de nou el 25 d'abril de 2012. També es va incloure a la programació del LGBT History Month de Xfinity l'octubre de 2017, com a documental "imprescindible".

## Sinopsi
La pel·lícula s'obre amb Edie Windsor i Thea Spyer veient i comentant diapositives fotogràfiques fetes durant els seus viatges durant els primers anys de la seva relació. En una escena d'entrevista, expliquen la història de com es van conèixer l'any 1963 en un restaurant de la ciutat de Nova York freqüentat per lesbianes. La pel·lícula arriba a l'actualitat (2007), en una piscina de la seva casa de camp als Hamptons, amb Edie ajudant als exercicis de Thea per ajudar-la amb els símptomes de l'esclerosi múltiple de Thea. Amb les veus en off de les seves entrevistes, les veiem en un parc al present, amb l'Edie caminant al costat de la Thea en la seva cadira de rodes, descrivint com ballaven junts a les festes quan es van conèixer. Aquest patró d'imatges de fotografies antigues fixes juxtaposades a imatges contemporànies incloses entrevistes, exhibint la discapacitat física de Thea, es repeteix al llarg de la pel·lícula per mostrar la durada i la profunditat de la seva relació.
Ambdues comparteixen informació biogràfica, Windsor explica la seva història de creixement a Filadelphia, el seu breu matrimoni amb un home i després la seva mudança a Nova York després del seu divorci. Spyer explica la seva infància a Amsterdam, la migració de la seva privilegiada família jueva a Anglaterra el 1939 per escapar dels nazis, i després l'emigració als Estats Units a principis dels anys quaranta. Els espectadors veuen fotos i escolten les seves històries separades d'anar a la universitat, l'escola de postgrau i les seves primeres carreres durant les dècades de 1950 i 1960 molt tancades. A continuació, cadascuna explica la seva versió de la història de com es van involucrar sentimentalment a The Hamptons el 1965.
Recorden com, l'any 1967, Spyer es va agenollar i va proposar matrimoni a Windsor. Tot i que Windsor tenia bones relacions amb els seus col·legues d'IBM, encara ningú ho sabia a la feina i, per tant, en lloc d'un anell de compromís, que convidaria a fer preguntes sobre el seu promès, Spyer li va donar un agulla amb un cercle de diamants. Les dues dones discuteixen el diagnòstic de Spyer d'esclerosi múltiple el 1977, i les fotografies revelen la progressió de la malaltia fins que Spyer finalment queda confinada a una cadira de rodes. La pel·lícula inclou imatges del procediment de dues hores que triga Windsor cada nit per portar a Spyer al llit. Després que li van dir que li quedava aproximadament un any de vida, la parella va planejar un viatge a Toronto, per casar-se, ja que els tribunals havien dictaminat anteriorment la legalitat del matrimoni entre persones del mateix sexe. La pel·lícula inclou imatges de la seva cerimònia civil celebrada el 22 de maig de 2007. La pel·lícula acaba amb Edie i Thea de tornada a Nova York després del casament, amb Spyer dient que ara podria morir. Els crèdits de tancament indiquen que Spyer va morir a casa seva el 5 de febrer de 2009.

## Producció
El llargmetratge va trigar poc més de dos anys a completar-se.Un amic en comú, Brendan Fay, va presentar a les directores les dues membres de l'organització Civil Marriage Trail, poc abans del viatge de Windsor i Spyer al Canadà per casar-se. Un cop les directores les van conèixer, van dir que "va veure de seguida que aquestes dones eren especials i tenien una història única". Van gravar les seves imatges inicials del viatge al Canadà, així com de la cerimònia del casament, i després van tornar i van omplir la història de fons amb entrevistes i comentaris de Windsor i Spyer mentre veien diapositives en Kodachrome que van ser utilitzades principalment per Spyer al llarg de la seva relació. La història es presenta sense cap narració ni comentari de tercers.
El pla original de les directores era crear un curtmetratge sobre Windsor i Spyer que pensaven que seria popular als festivals de cinema LGBT i de baix cost de produir. Van fer un tràiler d'aquest curtmetratge que va ser vist per algú del Sundance Channel, que va aportar finançament i va convèncer les directores perquè fessin un llargmetratge documental. Va ser després que es prengués la decisió d'eliminar la idea d'un curtmetratge que Windsor i Spyer van compartir amb els directors la seva extensa col·lecció de fotografies, diapositives i altres records de les seves vides per separat i junts que formen el cor de la pel·lícula.

## Resposta crítica
Al gener de 2019, no hi ha ressenyes ni puntuacions recopilades a Rotten Tomatoes o Metacritic per a aquesta pel·lícula.
Les crítiques mentre la pel·lícula feia la seva carrera al circuit dels festivals de cinema eren generalment positives. En una revisió de la pel·lícula abans de la seva inclusió al festival de cinema Reel Affirmations de Washington, DC, la premsa gai local va donar a la pel·lícula 5 de 5 estrelles i la va declarar a la Selecció de la crítica, escrivint que la pel·lícula "és una petita meravella de la realització de documentals, que us introdueix completament a les seves vides, ja que, després d'una llarga relació de dècades, finalment es poden casar al Canadà". Un diari de Durham (Carolina del Nord) va escriure sobre la pel·lícula abans de la seva projecció com a part del North Carolina Gay & Lesbian Film Festival l'agost de 2010 que era "més que una història d'amor "i això "és un registre històric en primera persona del que era ser una dona lesbiana en una època en què no era acceptable ser-ho en públic, en qualsevol lloc de la societat".
Però no totes les crítiques de la pel·lícula durant el seu festival van ser positives. A les ressenyes del diari alternatiu Philadelphia Weekly sobre les pel·lícules incloses al QFest 2010, el crític Matt Prigge va descriure la pel·lícula com "massa agradable" i va declarar que estava "massa ocupada en ser optimista per transmetre realment la sensació de ser lesbiana en temps decididament menys comprensius ".
Després del llançament del DVD, que va passar unes setmanes després que Windsor presentés la seva demanda contra el govern federal, es van publicar més ressenyes i, en general, també van ser positives
La revista Ms. va publicar una breu ressenya del DVD, afirmant que "El documental captura l'alegria de la parella" i titlla la pel·lícula de "refrescant". En una crítica del DVD a Austin Chronicle, Julie Gillis va escriure "totes les paraules d'oposició i la suposada lògica sobre la història del matrimoni i les legalitats, etc., i així successivament, acaben sense tenir cap sentit quan veus un vídeo com aquest".
Basil Tsiokos, associat de programació de documentals per al Sundance Film Festival, va revisar el DVD en el seu llançament i va escriure que les directores "elaboren un retrat amorós d'aquests activistes de la comunitat oberts" i que la pel·lícula "entra en un grup selecte d'importants projectes de no-ficció que relaten la història de les vides LGBT que durant massa temps no es van explicar". Una ressenya publicada al lloc web DVD Talk afirma que la història de la pel·lícula "és una història entranyable de romanç i perseverança" i que la pel·lícula "no és un document carregat políticament, però la conclusió dibuixa una imatge vívida de la lluita per les unions del mateix sexe".
Però Richard Propes del web The Independent Critic només va donar a la pel·lícula 2,5 de 4 estrelles i va escriure el 2010 que era "una pel·lícula de gènere que tindrà un atractiu limitat per a un públic més ampli més enllà d'aquells que apreciaran la representació sincera a la pel·lícula de la seva relació lèsbica. i les maneres en què Edie i Thea aborden el tema de la discapacitat dins de la pel·lícula".
Poc abans que el cas de Windsor es discutís davant la Cort Suprema, Gregg Shapiro va escriure a la revista LGBTQ de Houston  OutSmart  que la pel·lícula és "un argument substancial per al matrimoni entre persones del mateix sexe si mai n'hi hagués" i que és "una història bellament representada de ball i romanticisme, paral·lelament a les històries de sortida de l'armari de la parella a la comunitat LGBT".
En una ressenya del DVD de 2014, després de la sentència del Tribunal Suprem en el cas Windsor, la revista gai Out in Jersey va declarar "Aquest és un documental preciós, i com Edie i Thea, s'explica amb gràcia i dignitat".
Una ressenya a Library Journal, que ajuda els bibliotecaris a prendre decisions de compra, va afirmar "Fuint la política o la polèmica, aquest documental presenta un dels arguments més forts per al matrimoni gai que aquest revisor hagi vist mai" i va concloure amb "molt recomanat ". Una ressenya en una altra revista de la biblioteca també va recomanar la pel·lícula tant per a biblioteques universitàries com per a biblioteques públiques. El febrer de 2019, la pel·lícula es trobava a 336 biblioteques d'arreu del món.

## Premis i honors
El lloc web oficial de la pel·lícula indica que el documental va ser el guanyador de 24 premis del jurat i del públic en festivals de cinema als Estats Units i internacionalment. Entre altres va obtenir:
- 2009 Premi de l'audiència del Festival Internacional de Cinema Gai i Lèsbic de Barcelona[51]
- 2009: Premi del Públic al millor llargmetratge documental a Outfest, el festival de cinema LGBT de Los Angeles[52][53]
- 2009: Premi del Jurat al Millor Documental com el Premi del Públic al Documental Preferit al Seattle Lesbian and Gay Film Festival[54]
- 2009: Premi del Jurat al Millor Documental a LesGaiCineMad, el Festival Internacional de Cinema Gai i Lésbic de Madrid[55]
- 2009: Premi Dokula al millor documental al Festival Internacional de Cinema Gai i Lesbian d'Hamburg[55][56]
- 2009: Premi del públic al millor documental a Skeive Filme, Oslo, Noruega[56][57]
- 2009: Premi del Públic i el Premi del Club del Director al Millor Documental al Reel Pride Film Festival, Fresno, CA[56][57]
- 2009: Premi del públic al millor documental independent a ImageOut: The Rochester Lesbian and Gay Film & Video Festival[56][57]
- 2009: Premi del públic al millor documental al Southwest Gay and Lesbian Film Festival, Albuquerque, NM[56]
- 2010: Premi del públic al millor documental i la pel·lícula preferida del públic en general al Roze Filmdagen, el Festival de cinema gai i lèsbic d'Amsterdam[15][56][57]

## Mitjans domèstics
La pel·lícula es va estrenar per primera vegada en DVD el 30 de novembre de 2010, per QC Cinema amb distribució per Breaking Glass Pictures.
Les característiques addicionals del DVD inclouen una entrevista amb el jutge Harvey Brownstone, el primer jutge obertament gai del Canadà que va realitzar la cerimònia del matrimoni a Toronto, un llargmetratge amb les directores de cinema i Edie Windsor sobre el circuit del festival, un segment sobre la pel·lícula del setembre de 2009 a la sèrie de televisió PBS In The Life, un llargmetratge "Coping with Disability", un segment amb Windsor titulat "Life After Thea", la lectura de Windsor d'un assaig que va escriure sobre Spyer per a una classe d'escriptura i una galeria de fotos.